# اس‌اس دولیو
اس‌اس دولیو (به انگلیسی: SS Duilio) یک کشتی بود که طول آن 19,375 m بود. این کشتی در سال ۱۹۱۶ ساخته شد.